# Taissy
Taissy és un municipi francès, situat al departament del Marne i a la regió del Gran Est. L'any 2007 tenia 2.199 habitants.

## Demografia

### Població
El 2007 la població de fet de Taissy era de 2.199 persones. Hi havia 840 famílies, de les quals 148 eren unipersonals (30 homes vivint sols i 118 dones vivint soles), 319 parelles sense fills, 327 parelles amb fills i 46 famílies monoparentals amb fills.
La població ha evolucionat segons el següent gràfic:
Habitants censats

### Habitatges
El 2007 hi havia 876 habitatges, 851 eren l'habitatge principal de la família, 5 eren segones residències i 20 estaven desocupats. 838 eren cases i 37 eren apartaments. Dels 851 habitatges principals, 726 estaven ocupats pels seus propietaris, 111 estaven llogats i ocupats pels llogaters i 14 estaven cedits a títol gratuït; 9 tenien una cambra, 10 en tenien dues, 36 en tenien tres, 205 en tenien quatre i 591 en tenien cinc o més. 781 habitatges disposaven pel capbaix d'una plaça de pàrquing. A 314 habitatges hi havia un automòbil i a 504 n'hi havia dos o més.

### Piràmide de població
La piràmide de població per edats i sexe el 2009 era:
| Homes | Edats   | Dones |
| ----- | ------- | ----- |
| 0     | 95 o +  | 0     |
| 0     | 90 a 94 | 12    |
| 0     | 85 a 89 | 0     |
| 0     | 80 a 84 | 0     |
| 0     | 75 a 79 | 12    |
| 24    | 70 a 74 | 20    |
| 48    | 65 a 69 | 52    |
| 68    | 60 a 64 | 72    |
| 88    | 55 a 59 | 48    |
| 144   | 50 a 54 | 172   |
| 100   | 45 a 49 | 112   |
| 104   | 40 a 44 | 92    |
| 68    | 35 a 39 | 120   |
| 48    | 30 a 34 | 60    |
| 76    | 25 a 29 | 28    |
| 56    | 20 a 24 | 48    |
| 140   | 15 a 19 | 68    |
| 112   | 10 a 14 | 116   |
| 80    | 5 a 9   | 56    |
| 44    | 0 a 4   | 32    |

## Economia
El 2007 la població en edat de treballar era de 1.483 persones, 1.022 eren actives i 461 eren inactives. De les 1.022 persones actives 960 estaven ocupades (485 homes i 475 dones) i 62 estaven aturades (33 homes i 29 dones). De les 461 persones inactives 197 estaven jubilades, 179 estaven estudiant i 85 estaven classificades com a «altres inactius».

### Ingressos
El 2009 a Taissy hi havia 874 unitats fiscals que integraven 2.368 persones, la mediana anual d'ingressos fiscals per persona era de 23.847 €.

### Activitats econòmiques
Dels 146 establiments que hi havia el 2007, 2 eren d'empreses extractives, 4 d'empreses alimentàries, 1 d'una empresa de fabricació de material elèctric, 6 d'empreses de fabricació d'altres productes industrials, 18 d'empreses de construcció, 33 d'empreses de comerç i reparació d'automòbils, 5 d'empreses de transport, 7 d'empreses d'hostatgeria i restauració, 5 d'empreses d'informació i comunicació, 8 d'empreses financeres, 7 d'empreses immobiliàries, 24 d'empreses de serveis, 19 d'entitats de l'administració pública i 7 d'empreses classificades com a «altres activitats de serveis».
Dels 34 establiments de servei als particulars que hi havia el 2009, 1 era una gendarmeria, 1 oficina de correu, 4 tallers de reparació d'automòbils i de material agrícola, 1 autoescola, 3 paletes, 3 guixaires pintors, 6 fusteries, 2 lampisteries, 2 electricistes, 1 empresa de construcció, 2 perruqueries, 2 veterinaris, 1 agència de treball temporal, 2 restaurants, 1 agència immobiliària i 2 salons de bellesa.
Dels 6 establiments comercials que hi havia el 2009, 1 era una botiga de més de 120 m², 2 fleques, 1 una fleca, 1 una peixateria i 1 una sabateria.
L'any 2000 a Taissy hi havia 31 explotacions agrícoles que ocupaven un total de 700 hectàrees.

## Equipaments sanitaris i escolars
L'únic equipament sanitari que hi havia el 2009 era una farmàcia.
El 2009 hi havia 1 escola maternal i 1 escola elemental.
Taissy disposava d'un centre de formació no universitària superior.

## Poblacions més properes
El següent diagrama mostra les poblacions més properes.